# Gerda Alexander

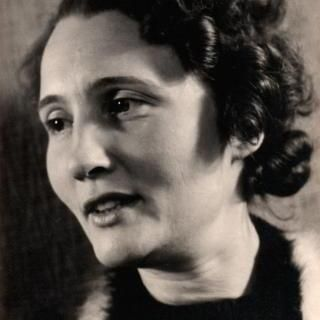
Gerda Alexander

Gerda Alexander (* 15. Februar 1908 in Barmen; † 21. Februar 1994 in Wuppertal) war eine deutsch-dänische Rhythmiklehrerin und Pädagogin. Sie entwickelte eine pädagogisch-physiotherapeutische Entspannungsmethode, die sie „Eutonie“ (Wohlspannung) nannte.

## Leben und Wirken
Gerda Alexander wuchs in einem musikalischen Elternhaus auf. Der Vater besaß eine Musikalienhandlung. Sie hatte einen jüngeren Bruder. In der Kindheit war sie häufig krank, litt an Gicht und anderen entzündlichen Krankheiten.
Sie studierte in Wuppertal rhythmische Erziehung bei Otto Blensdorf, einem Schüler von Émile Jaques-Dalcroze und legte 1927 ihr Staatsexamen als „Lehrerin für rhythmische Gymnastik“ an der Blensdorfschule für körperlich-musikalische Erziehung in Jena ab. (Nach anderen Quellen 1929 an der Hochschule für Musik Berlin.) Mit Blensdorfs Tochter Charlotte Blensdorf verband Gerda Alexander eine lebenslange Freundschaft. Von der Reformpädagogik beeinflusst, entwickelte sie ihre Methode, die die spontane Eigenbewegung der Menschen fördern und das Selbstbewusstsein stärken wollte. Ein Praktikum bei dem Reformpädagogen Peter Petersen prägte ihr pädagogisches Anliegen, die Fähigkeit des Menschen zu Autonomie und Verantwortung zu fördern.
Ihre Verbindung zur New Education Fellowship führte sie nach Skandinavien. Dort öffnete sich für sie ein großes Arbeitsfeld in pädagogischen und künstlerischen Bereichen. Als Choreographin war sie an Opern in Schweden und Dänemark tätig. Der damalige Direktor des Berliner Staatstheaters, Leopold Jessner, lernte diese Arbeiten von Gerda Alexander kennen und engagierte sie für den 1. März 1933 als rhythmische Bewegungslehrerin und Regieassistentin. Der Machtantritt der Nationalsozialisten vereitelte dies. Leopold Jessner musste das Theater verlassen, weil er Jude war.
1933 emigrierte Gerda Alexander nach Dänemark. „Eine Pädagogik, die an die Verantwortung des Individuums appelliert, hat keinen Platz in einem Land, in dem ein Führer alle Verantwortung allein übernimmt.“ Sie blieb in Kopenhagen und gründete dort 1940 eine Ausbildungsschule für Entspannung und Bewegung.
Sie entwickelte ihre Methode ausgehend von künstlerischen Ansätzen. Durch eigene Erkrankungen motiviert, befasste sie sich auch mit dem therapeutischen Aspekt ihrer Arbeit. Sie erforschte an sich selbst und in ihrer Arbeit mit Kindern, Künstlern, Pädagogen, Therapeuten und Menschen mit Behinderung den Körper mit seinen Funktionen, seine Reaktionen und Gesetze. Sie erkannte die Einheit von Körper und Seele und die Wechselwirkung der eigenen Leiblichkeit und der Umwelt. Sie arbeitete vorwiegend praktisch und entwickelte ihre Methode ständig weiter.

„Das ist vielleicht auch das allerwichtigste an meiner Arbeit geworden: die Anpassung an die Realität des Augenblick. Gerade das können die meisten Leute nicht, viele glauben, dass sie einem System folgen müssen. Aber das kann man in der Arbeit mit lebendigen Wesen nicht machen.“

Nach dem Zweiten Weltkrieg wurde Gerda Alexander die dänische Staatsbürgerschaft zuerkannt. Ab 1945 folgte sie zahlreichen Einladungen zu Kongressen, Vorträgen und Kursen in den europäischen Staaten, in Israel, USA und Lateinamerika und machte ihre Methode bekannt. Ihr ursprüngliches Bemühen um Entspannung entwickelte sich im Laufe ihrer Arbeit in Richtung Spannungsregulierung. Dafür wählte sie 1956 die Bezeichnung „Eutonie“ (Wohlspannung). Darunter verstand sie den Spannungszustand, der einer Situation angemessen ist. Laut Elisabeth Sprinz geht der Begriff auf einen Vorschlag des Arztes Alfred Bartussek zurück. 1959 organisierte sie mit Unterstützung des dänischen Gesundheitsministeriums einen Internationalen Kongress für Entspannung und natürliche Bewegung in Kopenhagen und stellte ihre Arbeit erstmals unter der Bezeichnung „Eutonie“ vor. Hier begegneten sich Gründer von Körpertherapien, darunter Moshé Feldenkrais. Vierzehn Vorträge von dem Kongress gab 1964 der Haug Verlag in Ulm in einem Band unter dem Titel Eutonie. Haltung und Bewegung in psycho-somatischer Sicht heraus.
Gerda Alexander leitete ihre Schule in Kopenhagen bis 1987. Ihre letzten Lebensjahre verbrachte sie wieder in Wuppertal, wo sie 1994 verstarb. Sie wurde auf dem Evangelischen Friedhof Heckinghauser Straße bestattet.

## Veröffentlichungen
- Die Lehre von der Entspannung und Eutonie. In: Eutonie. Haltung und Bewegung in psychosomatischer Sicht. Vorträge des Ersten Internationalen Kongresses für Entspannung und funktionelle Bewegung, Kopenhagen 1959. Verlag Karl F. Haug, Ulm/Donau 1964, S. 36–50.[1]
- Eutonie. Ein Weg der körperlichen Selbsterfahrung. Kösel-Verlag, München 1976, ISBN 3-466-42015-6.
- Eutonie als Verfahren somatopsychologischer Pädagogik, Rehabilitation und Therapie. In: Hilarion Petzold (Hrsg.): Psychotherapie und Körperdynamik – Verfahren psycho-physischer Bewegungs- und Körpertherapie. (= Innovative Psychotherapie und Humanwissenschaften. Band 1). 2., überarb. u. erw. Auflage. Junfermannsche Verlagsbuchhandlung, Paderborn 1977, ISBN 3-87387-152-1, S. 105–127.